# Olival Basto
Olival Basto é uma vila portuguesa que foi sede da extinta Freguesia de Olival Basto do Município de Odivelas, freguesia que tinha 1,39 km² de área e 5 812 habitantes (2011), e, por isso, uma densidade demográfica de 4 181,3 hab./km². A Freguesia de Olival Basto havia sido criada em 1989.
A Freguesia de Olival Basto foi extinta (agregada), pela reorganização administrativa de 2012/2013, tendo sido agregada à Freguesia de Póvoa de Santo Adrião e sendo o seu território integrado na freguesia então criada de Póvoa de Santo Adrião e Olival Basto.
A povoação de Olival Basto foi elevada à categoria de vila em 1997.

## Geografia
O Olival Basto faz fronteira com as freguesias da Póvoa de Santo Adrião e de Odivelas (no Município de Odivelas), Camarate e Frielas (no Município de Loures), Ameixoeira e Lumiar (no concelho de Lisboa).

## População
| População da freguesia de Olival de Basto | População da freguesia de Olival de Basto | População da freguesia de Olival de Basto | População da freguesia de Olival de Basto | População da freguesia de Olival de Basto | População da freguesia de Olival de Basto | População da freguesia de Olival de Basto | População da freguesia de Olival de Basto | População da freguesia de Olival de Basto | População da freguesia de Olival de Basto | População da freguesia de Olival de Basto | População da freguesia de Olival de Basto | População da freguesia de Olival de Basto | População da freguesia de Olival de Basto | População da freguesia de Olival de Basto |
| ----------------------------------------- | ----------------------------------------- | ----------------------------------------- | ----------------------------------------- | ----------------------------------------- | ----------------------------------------- | ----------------------------------------- | ----------------------------------------- | ----------------------------------------- | ----------------------------------------- | ----------------------------------------- | ----------------------------------------- | ----------------------------------------- | ----------------------------------------- | ----------------------------------------- |
| 1864                                      | 1878                                      | 1890                                      | 1900                                      | 1911                                      | 1920                                      | 1930                                      | 1940                                      | 1950                                      | 1960                                      | 1970                                      | 1981                                      | 1991                                      | 2001                                      | 2011                                      |
|                                           |                                           |                                           |                                           |                                           |                                           |                                           |                                           |                                           |                                           |                                           |                                           | 7 346                                     | 6 246                                     | 5 812                                     |

Criada pela Lei  nº 72/89  , de 28 de Agosto, com lugares desanexados da freguesia da Póvoa de Santo Adrião. Fez parte do Município de Loures até 14 de Dezembro de 1998

## Orago
Olival Basto tem por orago Nossa Senhora de Fátima.

## História
Esta freguesia foi criada em 1989, por desmembramento da Póvoa de Santo Adrião. Foi elevada a vila em 12 de Julho de 1997.
Na sequência da reforma do mapa administrativo, que apesar de significativa contestação foi aprovado em 2013, o Olival Basto volta a estar integrado na freguesia com sede na Póvoa de Santo Adrião.

## Equipamentos públicos
- Escola básica com jardim infantil
- Centro de dia
- Campo de jogos